# Јапанске лаке крстарице класе Ојодо
Крстарица Ојодо (јап:大淀 軽巡洋艦), је била јапанска лака крстарица, изграђена за време Другог светског рата. Име је добила по реци Ојодо која се налази на острву Кјушу, Јапан. Постојала је серија јапанских лаких крстарица овог типа од којих је изграђен само један брод за време Другог сватског рата. Имале су велику брзину, али слабо наоружање на рачун већег броја хидроавиона.

## Позадина
По четвртом програму за попуну флоте из 1939. године, поручена су два брода по новом пројекту „Модернизовани Агано“. Они су пројектовани као лидери флотола подморница, по тадашњој поморској доктрини. Предвиђено је да нове крстарице могу да носе 6 брзих хидроавиона Е15К1 Шиун, који је требало да наносе ударе на удаљене базе противника. У лето 1939. године, када су поручени бродови, ти авиони су се налазили још у пројекту. По завршетку градње једног брода, он добија 6 авиона Е15К1 Шиун, међутим брзо су изгубљени изнад јужног Пацифика. Тешкоће при производњи тог типа авиона, довеле су до тога, да на крстарици није било више од два авиона. Као и на крстарицама класе Тоне, топови главне артиљерије су постављени на прамац. За артиљерију главног калибра су одабрани топови 155 mm, који су скинути са бродова класе Могами, при њиховој преправци у тешке крстарице, а за помоћну артиљерију су одабрани топови од 100 mm, који су се уграђивали на нове разараче класе Акицуки. Лаку против-авионску артиљерију, представљало је 6 двоцевних топова од 25 mm. Труп је пројектован на основу трупа крстарице класе Агано, са равном палубом и уздигнутим прамцем. Шема оклопа била је слична као код крстарица класе Агано, као и уникатне куле главне артиљерије, које су имале тежак оклоп. На новим бродовима није било предвиђено постављање торпедних апарата. Економична тежина је искоришћена за постављање тешког катапулта, дужине 45 метара, и хангара за 6 авиона. Погонска група је била иста као код крстарица класе Агано, но веће снаге, и омочућавала је броду брзину од 35 kn (65 km/h).
Од поручена два брода, почела је градња само једног - Ојодо, а планирана 5 нова и 2 по модернизованом пројекту, никада нису поручени. Градња крстарице Ојодо почела је 14. фебруара 1941. године у бродоградилишу у граду Кобе, и брод је поринут 2. априла 1942. године.

## Дизајн и наоружање
Иако је труп крстарице Ојодо у основи био сличан крстарицама класе Агано, са равном палубом и bulbous bow, наоружање и размештај наоружања се разликовало, а оклопна заштита појаса је била смањена.
По савременој јапанској подморничкој тактици, Ојодо је требало да буде заставни брод јуришно-извиђачких подморничких флотила. По завршетку градње, Ојодо је требало да добије 6 хидроавиона Каваниши E15K1 Шиун; међутим, потражња за овим авионима била је издата само средином 1939. године.
Крстарица Ојодо је за топове главне артиљерије имала 6 топа 155 mm, смештених у две троцевне куле. Ови топови су првобитно развијени као оружје дводтруке намене (против-бродско и против-авионско), за крстарице класе Могами. Пошто су бродови те класе подвргнути модернизацији у касним 1930-им годинама, и троцевне куле са топовима од 155 mm замењене новим двоцевним кулама са топовима од 203 mm, њихове троцевне куле су монтиране на крстарици Ојодо и бојним бродовима класе Јамато. Њихова спора брзина паљбе (5 до 6 пројектила у минути) и лимитарана елевација (55 степени) готово да их је онемогућила за против-авионску улогу, али су зато били одлично против-бродско оружје.
Главна артиљерија крстарице Ојодо, постављена је у прдњем делу трупа, исто као и код британских бојних бродова класе Нелсон и француских бојних бродова класе Денкерк и Ришеље, а у јапанској морнарици, такав распоред главне артиљерије био је само на крстарицама класе Тоне. Исто као и крстарице класе Тоне, Ојодо је требало да служи као извиђачка крстарица, те је стога цела палуба брода од димњака према крми била надграђена разним ваздухопловним инсталацијама - хангар, велики катапулт и други објекти. Како је крстарица Ојодо намењена за извиђачке задатке, на њој нису постављене торпедне цеви, и она је била једина крстарица у јапанској флоти без торпедних цеви. Хангар који се налазио на броду, могао је прими шест хидроавиона, а катапулт дужине 45 метара био је намењен за нове хидроавиона Е15К1.
Тешка против-авионска батерија на крстарици Ојодо се сатојала од осам топова 100 mm (3,9 инча) Тип 98, смештених у четири дцоцевне куле. Ови топови су се такође налазили на јапанским разарачима класе Акизуки, а требало је да се налазе и на бојним крсташима класе Б-64, чија градња никад није почела. Перформансе овог оружја биле су сјајне, и сматрасе да је то био најбољи јапански тешки против-авионски топ, за време рата. Њихов главни недостатак је био мало време службе, што је последица велике брзине пројектила (1,000 m/s) и велике брзине паљбе (15 до 20 пројектила у минути).
Остали против-авионски топови били су свуда присутни (у јапанској морнарици) топови од 25 mm Тип 96, који си базирани на плану француског Хочкисовог против-авионског топа. То је било осредње против-авионско оружје са ниским ефектом брзине паљбе, спорим померањем по елевацији, и оскудном контролом паљбе.
Хидроавиону Каваниши Е15K1 Шуин (савезнички назив "Norm") је била додељена улога извиђача за подморничке флотиле у областима где је непријатељ имао ваздушну надмоћност, и стога је био способан да се бори са ловачким авионима базираним на копну. Да би ово успео, авион је пројектован са два подкрилна стабилизатора са пловцима, који су могли да се увуку у крила, и великим централним пловком који се одбацивао у море, те би се на тај начин побољшале перформансе за борбу.
Међутим, због обједињавања ових ствари и неких других новина, авион у стварности никада није коришћен зашта је пројектован. Његов спор развој, резултује са свега четири авиона уврштених у службу током 1942. године, а свега петнаест авиона је укупно направљено. Шест ових авиона је послато у базу Палау, где је крстарица Ојодо вршила оперативно тестирање. Упркос већој снази мотора, перформансе авиона E15K1 (собзиром да је био око 500 килограма тежи од уобичајног авиона Ајчи Е13А1 "Jake") су биле лоше и они су брзо изгубљени у нападу савезничких ловаца. Зато је производња, која само што је почела, била прекинута а комплетан програм E15K1 је отказан почетком 1944. године. Крстарица Ојода стога никад није оперисала са више од два авиона, посебно након њене касније модернизације, када је њен хангар преправљен у командни пункт.
Овај брод је имао већи депласман од крстарица класе Агано, и на њему су постављена енергетска постројења јачине 110.000 КС, која су омогућавала броду брзину од 35 kn (65 km/h), што је била и брзина крстарица класе Агано. Акциони радиус крстарице Ојодо је био веома велики и износио је 10.500 наутичких миља (18.500 km).

## Служба

### Рани период
По завршетку градње и пробних вожњи, крстарица Ојодо се 26. јула 1943. године придружује флоти у бази Трук – Каролинска острва, једној од главних база јапанске морнарице на Пацифику. Децембра 1943. године, Ојодо учествује у операцији, допремања појачања гарнизинима у Рабаулу и Кавиенгу. У то време крстарица Ојодо постаје заставни брод треће флоте адмирала Озаве. По повратку у базу Трук, Ојодо је 1. јануара 1944. године лакше оштећена од америчких палубних авиона из оперативне ескадре ТФ 50.2. Следећег, месеца, јапанска обеваштајна служба открива амерички план ваздушног препада на базу Трук, и све своје веће јединице (укључујући и крстарицу Ојодо) брзо повлачи из те базе. Крстарица Ојодо је тада пребачена у базу Палау. Марта месеца, и та база постаје угрожена од могућих савезничких ваздушних напада, и Ојодо се пребацује у Сингапур. Током ове пловидбе, крстарица је један од ескортних бродова који прате бојни брод Мусаши, међутим, њу торпедује и оштећује америчка подморница Туни.

### Заставни брод Комбиноване флоте
Почетком 1944. године, промена доктрине ратовања и пропаст производног програма хидроавиона E15K1, доводе до тога, да крстарица Ојодо није могла да се користи за предвиђену улогу. Стога по повратку у Јокосуку, марта 1944. године, ради ремонта због торпедног поготка, са ње се скида велики катапулт и поставља стандардни тип, од 18 метара, за авионе Ајчи Е13А1, а хангар се преправља и прилагођава за улогу флотног командног пункта. Тако модификована крстарица Ојодо постаје заставни брод Комбиноване флоте. Током овог ремонта, на броду је постављено 6 троцевних и 11 једноцевних против-авионских топова од 25 mm, тако да је број њихових цеви износио 47. На броду је постављен и радар за површинско осматрање.
По завршеном ремонту, преправци и модернизацији крајем марта 1944. године, и након базирања у неколико јапанских лука, Ојодо напушта базу Јашима 20. октобра 1944. године и одлази ка Филипинима ради учешћа у операцији „Шо-Го“, или бици у заливу Лејте. Циљ операције је био да се спречи америчка инвазија на Филипине. Крстарица Ојодо је била део северних (мамац) снага под командом адмирала Озаве, које је требало да одвуку америчке носаче авиона што даље од главних јапанских ударних снага. Ове „мамац“ снаге биле су састављене од неколико старих носача авиона (без авиона), крстарица и разарача. Ојодо је био једини ратни брод Озавиних снага који је имао извиђачке хидроавионе, и оба његова Е13А1 су вршила извиђања и против-подморничке патроле изнад флоте.
Дана, 25. октобра 1944. године, у висини рта Енгано, Озавине северне снаге су биле нападнуе од америчких палубних авиона из оперативне ескадре ТФ-38 која је била под командом вицеадмирал Митчера. Током првог напада, Ојодо једва избегава два поготка, али у 08:48 сати она је погођена једном бомбом, која оштећује котловско одељење број 4. У 10:54 сати, вицеадмирал Озава напушта носач авиона Зуикаку који тоне и пребацује се на крстарицу Ојодо. Озава затим наређује својим снагама да се повуку на север. Касније тог дана, Ојодо је погођена са две ракете испаљене са ловца-бомбардера  хелкет, а претрпела је и оштећење од бомбе које су падале у њеној близини. Она и остали преживели бродови северних снага стужу следећег дана у залив Сакава, Амами-Ошима.

### Финална фаза рата
Неколико дана касније, крстарица Ојодо је послата на трансопортни пут ка Манили. До краја године она је била активно ангажована у операцијама око Брунеја, залива Кан Ран и Филипина, нападајући америчке конвоје, бомбардујући места искрцавања и привлачи америчке морнаричке снаге у одређене области. Премда су други бродови који су учествовали заједно са њом у овим операцијама били оштећени или потопљени, крстарица Ојодо је прошла без оштећења.
Јануара 1945. године, Ојодо стуже у Сингапур, одакле она узима 300 тона каучука, цинка, живе, калаја и бензина. Остали бродови из њене јединице су слично утоварене са критичним ратним потребама за Јапан. Дана, 11. фебруара 1945. године, Ојодо и остале „Сабране снаге“, напуштају Сингапур и на путу ка Јапану беже потери и избегавају нападе од 23 савезничке подморнице. Ове снаге стижу у базу Куре 20. фебруара 1945. године.
Ојодо остаје у базу Куре до краја рата. Дана, 19. марта 1945. године, америчка оперативна ескадра носача авиона ТФ-58 под командом вицеадмирала (касније адмирала) Марка А. Митчера изводи први ваздушни напад на базу Куре. Више од 240 авиона (SB2C хелдајвер, Ф4Ф Корсер и  хелкет) је напало јапанске бродове. Три бомбе погађају крстарицу Ојодо. Пошто је тешко оштећена, њу одвлаче до Етаџиме где је насукана у плићаку.
Дана, 24. јула 1945. године, америчка оперативна ескадра ТФ-38 лансира велики цело-дневни ваздушни напад са циљем да се униште и последње јединице јапанске морнарице. Крстарица Ојодо је погођена са четири бомбе, а неколико, које су пале у близини, оштећују леви бок брода. Четити дана касније, у другом цело-дневном ваздушном нападу, који је лансиран са америчких носача авиона, Ојодо је погођена са још четири бомбе. У 10:00 сати, Ојодо се услед поготка у близини командног моста, који су изазвали велики продор воде, криви на десни бок, да би се у 12:00 сати скроз изврнула и потонула на плитко дно. Око 300 члана посаде је том приликом погинуло.
Ојодо је обрисан из списка флоте 20. новембра 1945. године.

## Бродови
| Име    | Бродоградилиште | Почетак градње    | Поринуће       | Завршетак градње  | Белешка                  |
| ------ | --------------- | ----------------- | -------------- | ----------------- | ------------------------ |
| Ојодо  | Кобе            | 14. фебруар 1941. | 2. април 1942. | 28. фебруар 1943. | Потопљена 25. јула 1945. |
| Нијодо | -               | -                 | -              | -                 | Градња није ни почета    |

## Тактичко-технички подаци
- Тежина:
  - 8.294 тона стандардни депласман
  - 11.615 тона пуни депласман
- Димензије:
  - Дужина: 192,10 метара
  - Ширина: 16,60 метара
  - Газ: 5.95 метара (средњи газ)
- Максимална брзина:
  - 35 kn (65 km/h)
- Погон: 6 котла Канпон, четвороцилиндрична турбина - 110.000 КС
- Максимална даљина пловљења: 10.600 наутичких миља/ 18 kn (33 km/h)
- Количина горива: 2360 тона нафте
- Наоружање:
  - Главна артиљерија: 2 × 3 топа 155 mm
  - Помоћна артиљерија: 4 × 2 топа 100 mm
  - Противавионска артиљерија: 6 × 2 топа 25 mm
  - Торпедне цеви: Нема
  - Авиони: 6 × Каваниши Е15К1
- Оклоп:
  - Оклопни појас: 51 mm (максималан)
  - Палуба: 35 mm
  - Артиљеријске куле 155 : 25
- Посада: 782 официра и морнара

## Модернизација
Када је постало јасно, да брод не може да се користи како је планирано, он се током 1944. године враћа у Јокосука|Јокосуку. Ту брод пролази модернизацију, током које је замењен катапулт, стандардним типом, а хангар је претворен у командни пункт. Постављен је радар на броду, а број против-авионских топова од 25 mm је повећан на 52 цеви (12×3 + 16×1).

## Листа капетана
- Капетан Барон Садатоши Томиока - 28. фебруар 1943 — 29. август 1943.
- Капетан Кацукијо Шинода - 29. август 1943 — 6. мај 1944.
- Капетан Тошио Абе - 6. мај 1944 — 15. август 1944.
- Капетан Какуро Мутагучи - 15. август 1944 — 25. фебруар 1945.
- Капетан Тадаши Мацуура - 25. фебруар 1945 — 15. мај 1945.
- Капетан Шоичи Тагучи - 15. мај 1945 — 28. јул 1945.